# Friuli-Veneția Giulia
Friuli-Veneția Giulia este o regiune autonomă din nord-estul Italiei, cu o suprafață de 7844 km² și 1,18 milioane de locuitori. Friulia este situată între regiunile Veneto și Trentino-Tirolul de Sud, republicile Austria și Slovenia și Marea Adriatică. Cele mai importante orașe sunt Trieste (210.000 locuitori) și Udine (95.000 locuitori).